# Иджил
Иджил — посёлок (сельского типа) в Октябрьском районе Калмыкии, административный центр Иджилского сельского муниципального образования.
Население - 701 (2010)

## Название
Топоним Иджил имеет калмыцкое происхождение (калм. Иҗл) и переводится одинаковый, подобный, привыкший, также является калмыцким названием реки Волга.

## История
История посёлка Иджил связана с историей одноимённого хозяйства — животноводческого совхоза «Иджил». Совхоз «Иджил» Юстинского района Калмыцкой АССР был образован в северо-восточной части района в 1976 году. Вскоре, уже в следующем 1977 году, хозяйство было передано новому Октябрьскому району республики. В поселке размещались ПМК № 5, 6, 13, СПМК и АТБ-3. В 1984 году из состава хозяйства был выделен совхоз «Джангр». Общая площадь земель составила 38 603 га.
В 1998 году совхоз «Иджил» был реорганизован в одноимённый СПК, который в 2004 году был ликвидирован в связи с банкротством.

## Физико-географическая характеристика
Посёлок расположен в пределах Сарпинской низменности (северо-западная часть Прикаспийской низменности), на высоте 3 метра над уровнем моря. Рельеф местности равнинный. Со всех сторон посёлок окружён пастбищными угодьями. В 2,6 км к юго-востоку от посёлка проходит канал Главный сброс КАРОС.
По автомобильной дороге расстояние до столицы Калмыкии города Элиста составляет 200 км, до районного центра посёлка Большой Царын - 68 км, до границы с Астраханской областью — 46 км. К посёлку имеется подъезд от республиканской автодороги Кетченеры - Иджил - Солёное Займище (Астраханская область).
Климат
Климат умеренный резко континентальный (согласно классификации климатов Кёппена  — Bsk), с жарким и засушливым летом и относительно холодной и малоснежной зимой. Среднегодовая температура воздуха положительная и составляет + 9,2 °C. Средняя температура самого холодного месяца января - 6,5 °C, самого жаркого месяца июля + 25,0 °C. Расчётная многолетняя норма осадков — 292 мм. В течение года количество выпадающих осадков распределено относительно равномерно: наименьшее количество осадков выпадает в период с февраля по апрель (по 18 мм) и в октябре (19 мм), наибольшее — в июне (32 мм)
Часовой пояс
Иджил, как и вся Республика Калмыкия, находится в часовой зоне МСК (московское время). Смещение применяемого времени относительно UTC составляет +3:00.

## Население
| 2002 | 2010 |
| ---- | ---- |
| 787  | ↘701 |

Национальный состав
Согласно результатам переписи 2002 года большинство населения посёлка составляли калмыки (84 %)
| Национальность | Численность (2010) | Процент |
| -------------- | ------------------ | ------- |
| Калмыки        | 577                | 80,9%   |
| Даргинцы       | 45                 | 6,3%    |
| Русские        | 42                 | 5,9%    |
| Казахи         | 8                  | 1,1%    |
| Татары         | 6                  | 0,8%    |
| Украинцы       | 6                  | 0,8%    |
| Корейцы        | 5                  | 0,7%    |
| Азербайджанцы  | 4                  | 0,6%    |
| Карачаевцы     | 4                  | 0,6%    |
| Кыргызы        | 4                  | 0,6%    |
| Литовцы        | 3                  | 0,4%    |
| Чеченцы        | 3                  | 0,4%    |
| Не указана     | 6                  | 0,8%    |
| Всего          | 713                | 100%    |